# باشگاه والیبال سایپا
باشگاه والیبال سایپا تهران یکی از باشگاه‌های والیبال ایرانی می‌باشد که زیر مجموعه باشگاه فرهنگی ورزشی سایپا محسوب می‌شود.
سایپا در سال ۱۳۶۷ در شهر کرج تأسیس شده و مالک آن شرکت خودروسازی سایپا می‌باشد. سایپا از تیم‌های قدیمی و موفق ایران در لیگ‌های سطح اول کشوری می‌باشد که توانسته شش عنوان نائب‌قهرمانی در لیگ برتر والیبال ایران کسب کند اما هرگز موفق به کسب عنوان قهرمانی نشده است.
این باشگاه پس از ۲۷ سال سابقه از کرج به تهران منتقل شد. تیم زنان این باشگاه در لیگ برتر والیبال زنان ایران شرکت می‌کند و در لیگ سال ۱۳۸۶ و ۱۳۸۷ به مقام نایب قهرمانی کشور دست یافت.

## دست‌آوردها

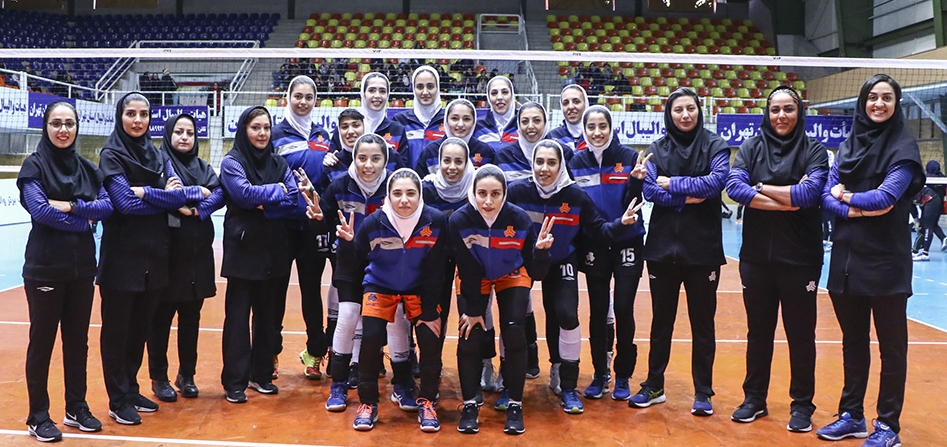
تصویر تیم زنان سایپا قبل از دیدار برابر باریج اسانس در لیگ ۱۳۹۸.

- لیگ برتر والیبال مردان ایران هفت نایب قهرمانی در سال‌های ۱۳۸۴، ۱۳۸۶، ۱۳۸۷، ۱۳۸۸، ۱۳۸۹، ۱۳۹۰ و ۱۳۹۷ و یک مقام سومی در سال ۱۳۸۵
- لیگ برتر والیبال زنان ایران دو نایب قهرمانی در سال‌های ۱۳۸۶ و ۱۳۸۷
- والیبال قهرمانی باشگاه‌های آسیا یک نایب قهرمانی در سال ۲۰۰۵
- جام شیخ راشد یک مقام چهارمی در سال ۲۰۱۰

## کادر فنی
سرمربی: عادل غلامی
مربی: محمد خمسه
مربی: حمید جعفری
مربی: صمد اکبری
آنالیزور: نوید مشجری
فیوتراپ: سعید ولیانی
ماساژور: مجید عباس خواه